# Podnoszenie ciężarów na Letnich Igrzyskach Olimpijskich 1972 – waga ciężka mężczyzn
Rywalizacja w wadze do 110 kg mężczyzn w podnoszeniu ciężarów na Letnich Igrzyskach Olimpijskich 1972 odbyła się 4 września 1972 roku w hali Gewichtheberhalle. W rywalizacji wystartowało 26 zawodników z 19 krajów. Tytułu sprzed czterech lat nie obronił Łeonid Żabotynśkyj z ZSRR, który tym razem nie startował. Nowym mistrzem olimpijskim został jego rodak - Jaan Talts, srebrny medal zdobył Bułgar Aleksandyr Krajczew, a trzecie miejsce zajął Stefan Grützner z NRD.

## Wyniki
| Pozycja | Zawodnik            | Reprezentacja     | Waga   | Wyciskanie | Wyciskanie | Wyciskanie | Rwanie | Rwanie | Rwanie | Podrzut | Podrzut | Podrzut | Wynik |
| Pozycja | Zawodnik            | Reprezentacja     | Waga   | 1          | 2          | 3          | 1      | 2      | 3      | 1       | 2       | 3       | Wynik |
| ------- | ------------------- | ----------------- | ------ | ---------- | ---------- | ---------- | ------ | ------ | ------ | ------- | ------- | ------- | ----- |
| 1. !    | Jaan Talts          | ZSRR              | 109,50 | 200,0      | 200,0      | 210,0      | 157,5  | 165,0  | 165,0  | 205,0   | 205,0   | 225,0   | 580,0 |
| 2. !    | Aleksandyr Krajczew | Bułgaria          | 108,40 | 190,0      | 195,0      | 197,5      | 155,0  | 160,0  | 162,5  | 197,5   | 202,5   | 202,5   | 562,5 |
| 3. !    | Stefan Grützner     | NRD               | 105,00 | 177,5      | 185,0      | 190,0      | 157,5  | 162,5  | 165,0  | 200,0   | 207,5   | 215,0   | 555,0 |
| 4       | Helmut Losch        | NRD               | 105,90 | 180,0      | 187,5      | 190,0      | 145,0  | 150,0  | 152,5  | 200,0   | 205,0   | 215,0   | 547,5 |
| 5       | Roberto Vezzani     | Włochy            | 110,00 | 187,5      | 192,5      | 195,0      | 147,5  | 152,5  | 152,5  | 195,0   | 200,0   | 205,0   | 545,0 |
| 6       | János Hanzlik       | Węgry             | 109,45 | 185,0      | 190,0      | 195,0      | 152,5  | 157,5  | 160,0  | 195,0   | 195,0   | 200,0   | 542,5 |
| 7       | Kauko Kangasniemi   | Finlandia         | 103,90 | 175,0      | 180,0      | 180,0      | 160,0  | 165,0  | 167,5  | 197,5   | 197,5   | 197,5   | 537,5 |
| 8       | Rainer Dörrzapf     | RFN               | 97,80  | 170,0      | 175,0      | 175,0      | 160,0  | 165,0  | 170,0  | 170,0   | 180,0   | 187,5   | 522,5 |
| 9       | Rudolf Strejček     | Czechosłowacja    | 109,70 | 177,5      | 177,5      | 182,5      | 145,0  | 145,0  | 150,0  | 190,0   | 195,0   | 197,5   | 522,5 |
| 10      | Frank Capsouras     | Stany Zjednoczone | 101,70 | 162,5      | 162,5      | 170,0      | 142,5  | 150,0  | 155,0  | 190,0   | 200,0   | 205,0   | 520,0 |
| 11      | Alan Ball           | Stany Zjednoczone | 108,90 | 155,0      | 162,5      | 167,5      | 152,5  | 162,5  | 167,5  | 180,0   | 185,0   | -       | 515,0 |
| 12      | Javier González     | Kuba              | 99,75  | 165,0      | 165,0      | 170,0      | 142,5  | 147,5  | 147,5  | 182,5   | 192,5   | 197,5   | 510,0 |
| 13      | Dave Hancock        | Wielka Brytania   | 109,90 | 170,0      | 175,0      | 177,5      | 132,5  | 137,5  | 142,5  | 185,0   | 190,0   | 197,5   | 510,0 |
| 14      | Jean-Paul Fouletier | Francja           | 108,65 | 175,0      | 175,0      | 175,0      | 150,0  | 155,0  | 155,0  | 180,0   | 180,0   | 185,0   | 505,0 |
| 15      | Andrés Martínez     | Kuba              | 105,10 | 165,0      | 170,0      | 172,5      | 135,0  | 135,0  | 140,0  | 185,0   | 195,0   | 200,0   | 500,0 |
| 16      | Edgar Kjerran       | Norwegia          | 108,20 | 175,0      | 180,0      | 180,0      | 135,0  | 140,0  | 145,0  | 180,0   | 185,0   | 185,0   | 495,0 |
| 17      | Peter Phillips      | Australia         | 109,80 | 170,0      | 175,0      | 175,0      | 137,5  | 142,5  | 142,5  | 180,0   | 180,0   | -       | 487,5 |
| 18      | Ken Price           | Wielka Brytania   | 101,20 | 162,5      | 167,5      | 172,5      | 137,5  | 137,5  | 142,5  | 175,0   | 182,5   | 182,5   | 480,0 |
| 19      | Óskar Sigurpálsson  | Islandia          | 105,30 | 170,0      | 177,5      | 177,5      | 117,5  | 125,0  | 125,0  | 175,0   | 180,0   | 182,5   | 477,5 |
| 20      | Pablo Juan Campos   | Portoryko         | 108,30 | 155,0      | 155,0      | 165,0      | 125,0  | 125,0  | 125,0  | 175,0   | 182,5   | 182,5   | 472,5 |
| 21      | Bent Harsmann       | Dania             | 107,35 | 152,5      | 157,5      | 162,5      | 132,5  | 140,0  | 140,0  | 167,5   | 175,0   | 180,0   | 465,0 |
| 22      | Price Morris        | Kanada            | 109,60 | 155,0      | 155,0      | 165,0      | 127,5  | 137,5  | 137,5  | 175,0   | 180,0   | 180,0   | 457,5 |
| 23      | Henry Phillips      | Panama            | 103,80 | 150,0      | 157,5      | 162,5      | 122,5  | 127,5  | 132,5  | 165,0   | 172,5   | 172,5   | 455,0 |
| -       | Eivind Rekustad     | Norwegia          | 109,85 | 180,0      | 180,0      | 180,0      | 155,0  | 155,0  | 155,0  | -       | -       | -       | DNF   |
| -       | Stanczo Penczew     | Bułgaria          | 107,55 | 190,0      | 190,0      | 190,0      | -      | -      | -      | -       | -       | -       | DNF   |
| -       | Taito Haara         | Finlandia         | 109,00 | 185,0      | 185,0      | 185,0      | -      | -      | -      | -       | -       | -       | DNF   |